# یابوکوواتس (نگوتین)
یابوکوواتس (به صربی: Jabukovac) یک منطقهٔ مسکونی در صربستان است که در ناحیه بور واقع شده‌است. یابوکوواتس ۸۹٫۸۱ کیلومتر مربع مساحت و ۱٬۸۸۴ نفر جمعیت دارد و ۱۹۳ متر بالاتر از سطح دریا واقع شده‌است.